# SS-Begleitkommando des Führers
El SS-Begleitkommando des Führers, posteriormente denominado Führerbegleitkommando (FBK), fue una unidad especial formada por efectivos de las Schutzstaffel (SS) con la misión de proteger a Adolf Hitler. Originalmente era un escuadrón formado por ocho efectivos (conocido como SS-Begleitkommando) que con el tiempo aumentó su tamaño, quedando a cargo de la seguridad y protección personal de Hitler hasta el 30 de abril de 1945.

## Historia
El SS-Begleitkommando fue creado el 29 de febrero de 1932 para ofrecer protección general a Hitler y a otros funcionarios del partido. Doce miembros de las SS fueron seleccionados por Sepp Dietrich para presentarse a Hitler. De los doce, un pequeño grupo de ocho hombres llamado SS-Begleitkommando des Führers fue elegido para proteger a Hitler durante sus viajes por Alemania. Su primera aparición fue cuando acompañaron a Hitler durante sus viajes por las campañas electorales de 1932. Actuaban durante todo el día organizando la protección de Hitler en tres turnos de ocho horas.

### Expansión y reestructuración
En la primavera de 1934, el Führerschutzkommando (FSK) reemplazó a SS-Begleitkommando des Führers en sus funciones de protección de Hitler por toda Alemania aunque el pequeño SS-Begleitkommando des Führers continuó ofreciendo protección personal a Hitler. El FSK también fue responsable de las medidas de seguridad en general, tanto de las medidas de prevención como de la persecución de los intentos de asesinato. El Führerschutzkommando sería oficialmente renombrado como Reichssicherheitsdienst (RSD) el 1 de agosto de 1935. A partir de entonces, el FSK y el SS-Begleitkommando cooperaron con la Ordnungspolizei (OrPo), la Gestapo, y otros organismos policiales para proporcionar los requisitos de seguridad internos, mientras que la protección externa estuvo a cargo de las unidades generales de las SS.
Posteriormente el SS-Begleitkommando fue ampliado y empezó a ser conocido como Führerbegleitkommando (FBK). El FBK continuó manteniendo una jefatura independiente y proporcionando exclusivamente protección personal a Hitler. Otros miembros adicionales para el FBK fueron extraídos de la 1.ª División "Leibstandarte SS Adolf Hitler" (LSSAH). Hitler no los utilizaba exclusivamente para el servicio de guardia, sino también como asistentes, ayudantes de cámara, camareros, y mensajeros. Aunque el FBK se encontraba administrativamente bajo el control del LSSAH, recibían sus órdenes directamente de Hitler y en los últimos años, de su jefe adjunto, Julius Schaub. En febrero de 1939 se creó el Führer-Begleit-Bataillon, aunque esta unidad dependía de la Wehrmacht y sus efectivos procedían del Ejército; este batallón no estaba relacionado con el Führerbegleitkommando, aunque en definitiva ambas unidades se coordinaban para organizar la protección de Hitler.
Mientras se encontraban de servicio, solo los miembros del FBK tenían permitido estar cerca de Hitler. No estaban obligados a entregar sus pistolas Walther PPK 7.65, ni tampoco a ser registrados o cacheados. Aunque el FBK y el RSD trabajaban juntos para garantizar la seguridad y protección del Führer durante sus viajes y eventos públicos, en la práctica funcionaban por separado como dos organismos distintos, y tampoco utilizaban los mismos vehículos. Johann Rattenhuber, el jefe del RSD, tenía el mando general de todo el dispositivo de seguridad, mientras que el jefe del FBK actuaba como su adjunto. Para marzo de 1938 ambas unidades ya llevaban el uniforme gris de campo estándar del Schutzstaffel (SS). Orgánicamente, ambas unidades estaban bajo el control de las SS y ambas unidades estaban compuestas por miembros de las SS. El uniforme del RSD, por su parte, tenía el distintivo  del Sicherheitsdienst (SD) en la parte inferior de la manga izquierda.
El FBK acompañó a Hitler en todos sus viajes y siempre estuvo presente en los Führerhauptquartiere (Cuarteles Generales del Führer) que existían en varios puntos de la Europa ocupada durante la Segunda Guerra Mundial. Los hombres del FBK continuaron proporcionando protección cercana a Hitler, mientras los hombres del RSD patrullarían los jardines. Para junio de 1941 el FBK se había expandido hasta los 35 miembros. Posteriormente, el 15 de enero de 1943 había aumentado hasta los 31 oficiales y 112 hombres de servicio. De estos, 35 eran empleados en labores de escolta, los cuales rotaban entre sí en grupos de 11 efectivos. El resto eran utilizados como guardias de la residencia de Hitler y como conductores, asistentes, ayudantes de cámara, camareros, mensajeros o enlaces de campo. Los términos Begleit-Kommando o Begleitkommando-SS solían ser empleados para referirse al Führerbegleitkommando.
El último comandante del FBK fue el SS-Obersturmbannführer Franz Schädle, que fue nombrado el 5 de enero de 1945 tras la dimisión de Bruno Gesche. A partir de entonces, Schädle y el FBK acompañaron a Hitler (y a su entorno) en el complejo del Führerbunker situado bajo el jardín de la Cancillería del Reich, en el distrito gubernamental de Berlín. A partir del 23 de abril de 1945, Schädle comandó a los aproximadamente 30 miembros de la unidad que montaron guardia para Hitler hasta su suicidio el 30 de abril de 1945.

## Miembros originales
- Bodo Gelzenleuchter[18]
- Willy Herzberger[18]
- Kurt Gildisch[18]
- Bruno Gesche[16]
- Franz Schädle[16]
- Erich Kempka[1]
- August Körber[1]
- Adolf Dirr[1]

## Comandantes
Comandante del Reichssicherheitsdienst (RSD):
- Johann Rattenhuber (1933–1945)

Comandantes del Führerbegleitkommando (FBK):
- Bodo Gelzenleuchter: marzo - otoño de 1932
- Willy Herzberger: finales de 1932 - 11 de abril de 1933
- Kurt Gildisch: 11 de abril de 1933 - 15 de junio de 1934
- Bruno Gesche:  15 de junio de 1934 - diciembre de 1944
- Franz Schädle: 5 de enero - 30 de abril de 1945

## Miembros notables del FBK
- Ewald Lindloff[19]
- Fritz Darges[20]
- Hans Hermann Junge[21]
- Heinz Linge[21]
- Karl Wilhelm Krause[21]
- Max Wünsche[22]
- Otto Günsche[20]
- Richard Schulze-Kossens[20]
- Rochus Misch[23]